# Dave's Picks, Vol. 2: Dillon Stadium, Hartford, CT 7/31/74
Dave's Picks, Vol. 2: Dillon Stadium, Hartford, CT 7/31/74 es el segundo álbum en vivo de Dave's Picks, serie de lanzamientos en vivo de la banda estadounidense Grateful Dead. Fue publicado el 1 de mayo de 2012 a través del sello discográfico Rhino.

## Grabación
Dave's Picks, Vol. 2 contiene el concierto completo del 31 de julio de 1974 en el Dillon Stadium, en Hartford, Connecticut, con la excepción de «Seastones». Esta pieza musical fue compuesta por Ned Lagin. Fue interpretada por Lagin y el bajista de Grateful Dead, Phil Lesh, entre «Weather Report Suite» y «El Paso». Al concierto asistieron cerca de 20.000 aficionados.
Se incluyó un disco extra con los envíos del álbum a los suscriptores de Dave's Picks de 2012. Este disco contiene pistas grabadas el 29 de julio de 1974 en el Capital Centre en Landover, Maryland.

## Recepción de la crítica
El crítico de Something Else!, Stephen Lewis, declaró: “Dave’s Pick’s Volume 2 es una captura masiva de un concierto — y una representación clásica de todo lo que hizo que un espectáculo de Grateful Dead fuera el lugar ideal en 1974”.

## Lista de canciones
Todas las canciones escritas y compuestas por Jerry García y Robert Hunter, excepto donde esta anotado. 
| Disco uno |                                         |                                     |          |  |
| N.º       | Título                                  | Escritor(es)                        | Duración |  |
| 1.        | «Scarlet Begonias»                      |                                     | 8:21     |  |
| 2.        | «Me and My Uncle»                       | John Phillips                       | 3:14     |  |
| 3.        | «Brown Eyed Women»                      |                                     | 4:49     |  |
| 4.        | «Beat It On Down the Line»              | Jesse Fuller                        | 3:38     |  |
| 5.        | «Mississippi Half-Step Uptown Toodeloo» |                                     | 8:01     |  |
| 6.        | «It Must Have Been the Roses»           | Hunter                              | 5:24     |  |
| 7.        | «Mexicali Blues»                        | Bob Weir, John Perry Barlow         | 3:45     |  |
| 8.        | «Row Jimmy»                             |                                     | 8:51     |  |
| 9.        | «Jack Straw»                            | Weir, Hunter                        | 5:12     |  |
| 10.       | «China Cat Sunflower»                   |                                     | 9:03     |  |
| 11.       | «I Know You Rider»                      | tradicional, arr. por Grateful Dead | 5:56     |  |
| 12.       | «Around and Around»                     | Chuck Berry                         | 5:03     |  |

| Disco dos |                            |                             |          |  |
| N.º       | Título                     | Escritor(es)                | Duración |  |
| 1.        | «Bertha»                   |                             | 5:38     |  |
| 2.        | «Big River»                | Johnny Cash                 | 5:13     |  |
| 3.        | «Eyes of the World»        |                             | 18:30    |  |
| 4.        | «China Doll»               |                             | 4:47     |  |
| 5.        | «Promised Land»            | Berry                       | 3:29     |  |
| 6.        | «Ship of Fools»            |                             | 6:19     |  |
| 7.        | «Weather Report Suite»     | Eric Andersen, Barlow, Weir | 17:08    |  |
| 8.        | «El Paso»                  | Marty Robbins               | 4:54     |  |
| 9.        | «Ramble on Rose»           |                             | 6:27     |  |
| 10.       | «Greatest Story Ever Told» | Weir, Mickey Hart, Hunter   | 5:56     |  |

| Disco tres |                           |                                 |          |  |
| N.º        | Título                    | Escritor(es)                    | Duración |  |
| 1.         | «To Lay Me Down»          |                                 | 8:09     |  |
| 2.         | «Truckin'»                | Garcia, Phil Lesh, Weir, Hunter | 17:53    |  |
| 3.         | «Mind Left Body Jam»      | Grateful Dead                   | 7:24     |  |
| 4.         | «Spanish Jam»             | Grateful Dead                   | 5:40     |  |
| 5.         | «Wharf Rat»               |                                 | 9:31     |  |
| 6.         | «U.S. Blues»              |                                 | 6:01     |  |
| 7.         | «One More Saturday Night» | Weir                            | 5:43     |  |
| 8.         | «Uncle John's Band»       |                                 | 6:26     |  |

## Posicionamiento
| Gráfica (2012)                             | Pico de posición |
| ------------------------------------------ | ---------------- |
| Estados Unidos (Billboard 200)             | 145              |
| Estados Unidos (Billboard Top Album Sales) | 145              |
| Estados Unidos (Billboard Top Rock Albums) | 48               |